# Pedro Martins (atleta)
Pedro dos Santos Fernandes Martins (Luanda, 12 de janeiro de 1968) é um atleta português, especialista na marcha atlética. Participou de dois Jogos Olímpicos — Sydney 2000 e Atenas 2004, onde neste último, não completou a prova dos 50 quilómetros.